# 草野洋秋
草野 洋秋（くさの ひろあき、1981年7月22日 - ）は、日本の作曲家、編曲家、演奏家、サウンドディレクター/サウンドデザイナー、シンガーソングライター。

## 略歴
2013年、表参道ヒルズで開催されたMTVとLenovo 主催のクリエイターコンテスト「CO:LAB」では、自作曲 「Everyday」が国内DJ部門優勝/ファイナリストに選出された。（審査員：DJ KAORI）
同年、Ultra-vybe社よりアルバム「The other side of urban city life」（Happy Sad名義）をリリースした。
2021年、ドイツ人アーティストFive oclock charlieの楽曲「There」のリミックスを担当した。

## ディスコグラフィー
ゲーム
- ダチメン伝説G オリジナルサウンドトラック
- 猫とドラゴン Soundtrack
- でみめん Original Soundtrack

Happy Sad名義の音楽アルバム
- Moderation digests light and shadow (2024年)
- The sower (2022年)
- Floating Mellow City (2020年)
- The other side of urban city life / 2020remaster (2020年)
- Bedroom Recordings (2014年)
- The other side of urban city life （2013年)

Happy Sad名義のリミックス作品
- There (Happy Sad Remix）/ Five oclock charlie (2021年)

## 参加作品
- 聖剣伝説 visions of mana（PS5,Xbox,steam/サウンド実装,効果音）
- 猫とドラゴン(ENZA,WEBブラウザー/BGM,効果音,サウンドディレクション)
- でみめん(iOS/BGM,効果音,サウンドディレクション)
- ダチメン伝説G(iOS/BGM,効果音,サウンドディレクション)
- <物語>シリーズ ぷくぷく(iOS/BGM,効果音)
- 進撃の巨人 ～人類最後の翼～（3DS/効果音）
- BRAVELY ARCHIVE D's report（iOS/効果音）
- 妖怪ウォッチぷにぷに （iOS/効果音）
- 怪獣が出る金曜日（3DS/効果音,サウンドディレクション）
- ガンダムトライエイジ(アーケード/効果音)
- モンスターストライク(キャラクターPV用BGM,効果音)
- 消滅都市(iOS/効果音)
- サウザンドメモリーズ(iOS/効果音)
- 絶対迎撃ウォーズ(PS VITA/効果音)
- ゼルダ無双(Wii U/ムービーシーンMA)
- ご当地鉄道(Wii U/効果音)
- マジック＆カノン(iOS/効果音)
- デジモン オールスターランブル(PS3,Xbox 360/効果音)
- アクセル・ワールド ― 加速の頂点 ―(PS3/BGM,効果音)
- アクセル・ワールド ― 銀翼の覚醒 ―(PS3/BGM,効果音)
- ぼくのレストラン3(iOS/効果音)
- 千年の巨神(iOS/効果音)
- ピグブレイブ(iOS/効果音)
- 麻雀 天極牌(iOS/BGM,効果音)
- まいにちプロ野球(iOS/効果音)
- クルセイダークエスト(iOS/ボイス収録・編集)
- レヴァナントゲート(Line Game/効果音)
- Tower Rising(iOS/効果音)
- ハコニワ ふしぎな手紙とどうぶつ島(iOS/効果音)
- バディコンプレックス(iOS/効果音)
- God Games(iOS/効果音)
- 口先番長(iOS/効果音)
- ドラゴンズシャドウ(iOS/効果音)
- ミリオンサマナー(iOS/効果音)
- Special force2 告知用 PV  (効果音/MA)
- Dragon nest イベント用PV (BGM/MA)
- Comico「カッサンドラ」（BGM/効果音）
- Comico 動く漫画シリーズ「NPC横丁」（効果音）
- Comico 動く漫画シリーズ「小指の先に」（効果音）
- Comico「悪いのは時代」（BGMアレンジ/トラック制作）
- Comico「ナンバカ」アニメ化告知PV (BGM)